# Sainte-Anne-Saint-Priest
Sainte-Anne-Saint-Priest è un comune francese di 150 abitanti situato nel dipartimento dell'Alta Vienne nella regione della Nuova Aquitania.

## Società

### Evoluzione demografica
Abitanti censiti